# King Kasaï
King Kasaï est une nouvelle de Christophe Boltanski, parue en 2023.

## Historique
King Kasaï est publiée par les Éditions Stock dans une série intitulée Ma nuit au musée.
C’est une carnet de voyage d'une seule nuit passée par Boltanski dans un bâtiment monumental, celui de  l'Africa Museum, (anciennement dénommé Musée royal de l'Afrique centrale), situé dans un faubourg de Bruxelles, à Tervuren. À l'invitation de son éditrice, l'auteur relève ce pari que d'autres auteurs choisis ont réussi, avant lui, dans d'autres musées.

## Résumé
Devant l'entrée du musée, dans l'l'église de Tervuren l'auteur hésite encore. Il pourrait plutôt se recueillir devant les tombes des sept Congolais amenés à Tervuren pour l'Exposition universelle de 1897 : Ekia, Gemba, Kitukwa, Mpeia, Zao, Samba et Mibange. Ils n'ont pas survécu à l'été et ont été enterrés près de l'église après avoir vécu dans trois "villages traditionnels" construits à cet effet, à l'instar d'un zoo, pendant la durée de l'exposition.
Il se décide à entrer au musée et parcourt ses salles immenses, puis installe son lit de camp devant l'un des plus grands éléphants d'Afrique : King Kasaï. Cinq mètres de haut, sept mètres cinquante de long, une centaine de kilos d'ivoire à la proue. Pendant son exploration, 
Hergé alimente sa mémoire grâce aux aventures de son héros Tintin, tandis que Joseph Conrad avec son Au cœur des ténèbres lui sert de livre de chevet.
La langue de Boltanski rend la substance de l'aventure coloniale belge avec ironie, précision, justesse de jugement. Elle permet à tout ce qui l'entoure durant cette nuit au Museum de baigner dans une aura qui lui fait reprendre vie.

## Édition française
- King Kasaï, paru en janvier 2023 aux éditions Stock, Paris, dans la série Ma nuit au Musée,  (ISBN 9-782234-091337)